# 불스원
주식회사 불스원(영어: Bullsone)은 서울특별시 강남구 테헤란로 306에 본사를 둔 자동차 용품 회사
이다.
주요 제품으로는 연료 시스템 전체 세척제, 엔진 오일 트리트먼트, 카샴푸, 자동차 왁스, 방수제, 와이드 미러, 공기청정제 등이 있다.

## 사업분야
- 자동차용품 : 연료 및 엔진오일 첨가제, 와이퍼 등 경부품, 기타 오일 및 플루이드 등 제조 및 판매
- 헬스케어 : 밸런스온 기능성 시트, 필로우, 매트리스 등 제조 및 판매
- 해외영업 : 중국 법인 설립 후[3] 중동, 아프리카, 북미, 중남미에 유통 및 판매

## 제품
- 불스원샷: 1997년 출시된 대표 주력제품인 연료첨가제[4]
- 불스파워: 엔진코팅제 및 플러싱 용액 등 엔진오일첨가제 및 엔진 관련 용품
- 레인OK: 차창에 관련한 발수코팅용액 및 와이퍼
- 살라딘: 공기 정화와 관련된 탈취제, 세정제, 훈증캔 등의 용품

### 불스원샷
불스원의 대표 제품이자 한국에서 유명한 연료첨가제로 고유명사가 된 일반명사 수준의 제품. 2022년 현재 누적판매량 6000만병을 돌파했다. 효능에 대한 주장은 여느 연료첨가제가 그렇듯 엔진 세정, 출력 향상, 연비 향상을 꼽는다.